# KultuRRevolution
kultuRRevolution est une revue de linguistique et de sciences sociales consacrée à la recherche sur le discours et sur la théorie du discours.
Elle est publiée par le professeur de sciences littéraires et de théorie du discours Jürgen Link en coopération avec le groupe créé autour de cette revue (l'Atelier de discours Bochum) deux fois par an depuis 1981. La revue est l’une des revues linguistiques et de sciences sociales les plus renommées en matière de recherche sur le discours et de théorie du discours en Allemagne.

## Description
Les thèmes centraux sont « les questions de l’idéologie, de l’hégémonie et du sens commun, du pouvoir et de l’intégration des points de vue divergents des classes dans la société capitaliste moderne » selon Juliette Wedl. Le cadre théorique de la revue est fortement inspiré par Antonio Gramsci et Louis Althusser.
La revue traite de la typologie culturelle, de l'analyse des médias et des contributions à la théorie du discours. Les autres contributions sont principalement des applications de la théorie culturelle et littéraire sous forme d'expériences d'écriture, de matériel pédagogique et de « technique partisane contre les contraintes discursives ». Outre la théorie du discours de Michel Foucault et la théorie de l'interdiscours de Michel Pêcheux, les auteurs appliquent leurs propres analyses de discours.